# HSBC Bank Canada

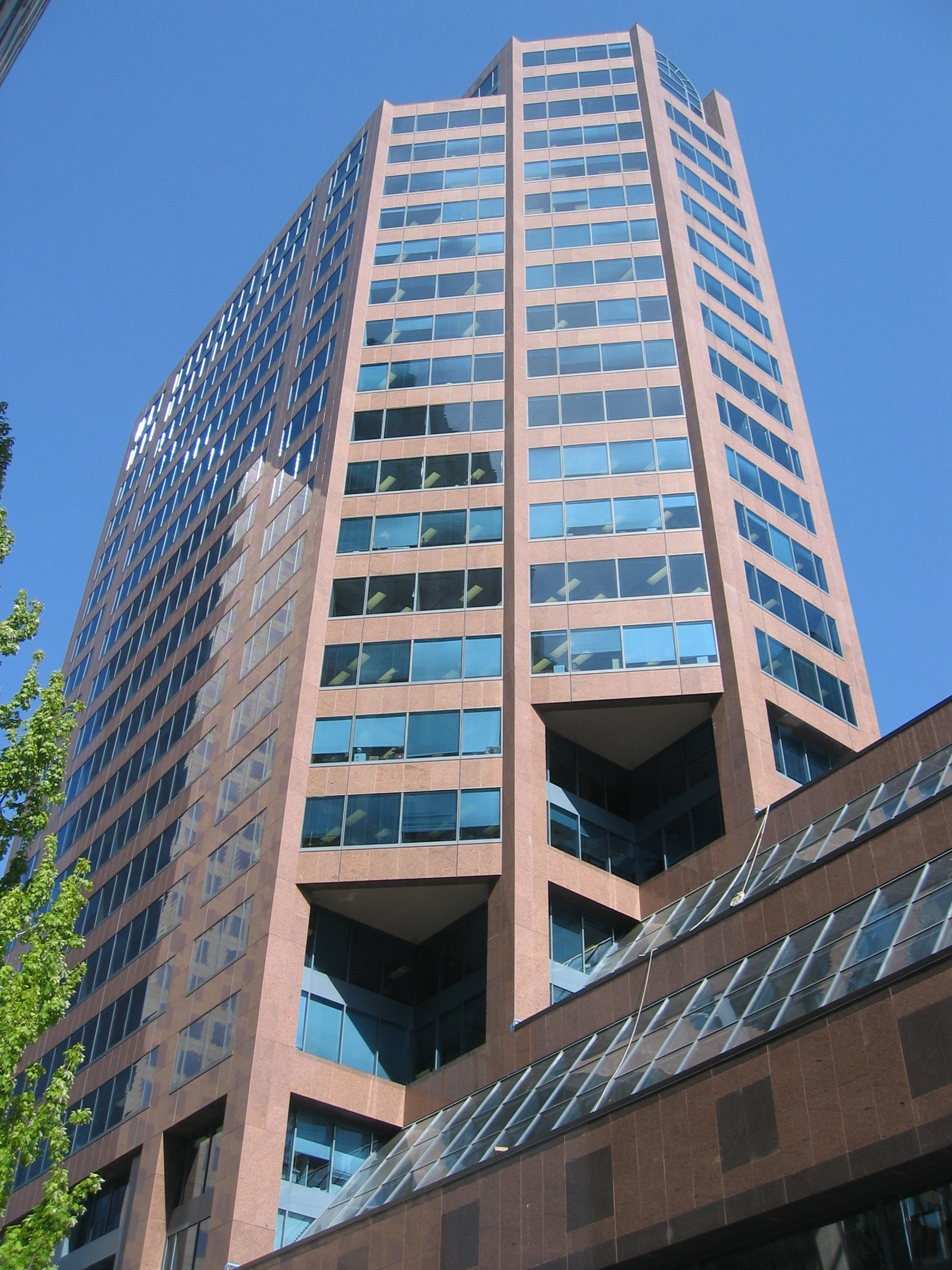
HSBC Bank Canada Hauptsitz in Vancouver, Kanada.

Die HSBC Bank Canada (The Hongkong and Shanghai Banking Corporation) ist ein Tochterunternehmen der britischen Großbank HSBC, einer der größten Banken weltweit. HSBC Canada ist die siebtgrößte Bank in Kanada mit Niederlassungen in jeder größeren Stadt. Der Hauptsitz der Bank befindet sich in der kanadischen Provinz British Columbia, im Stadtteil Downtown von Vancouver.

## Geschichte

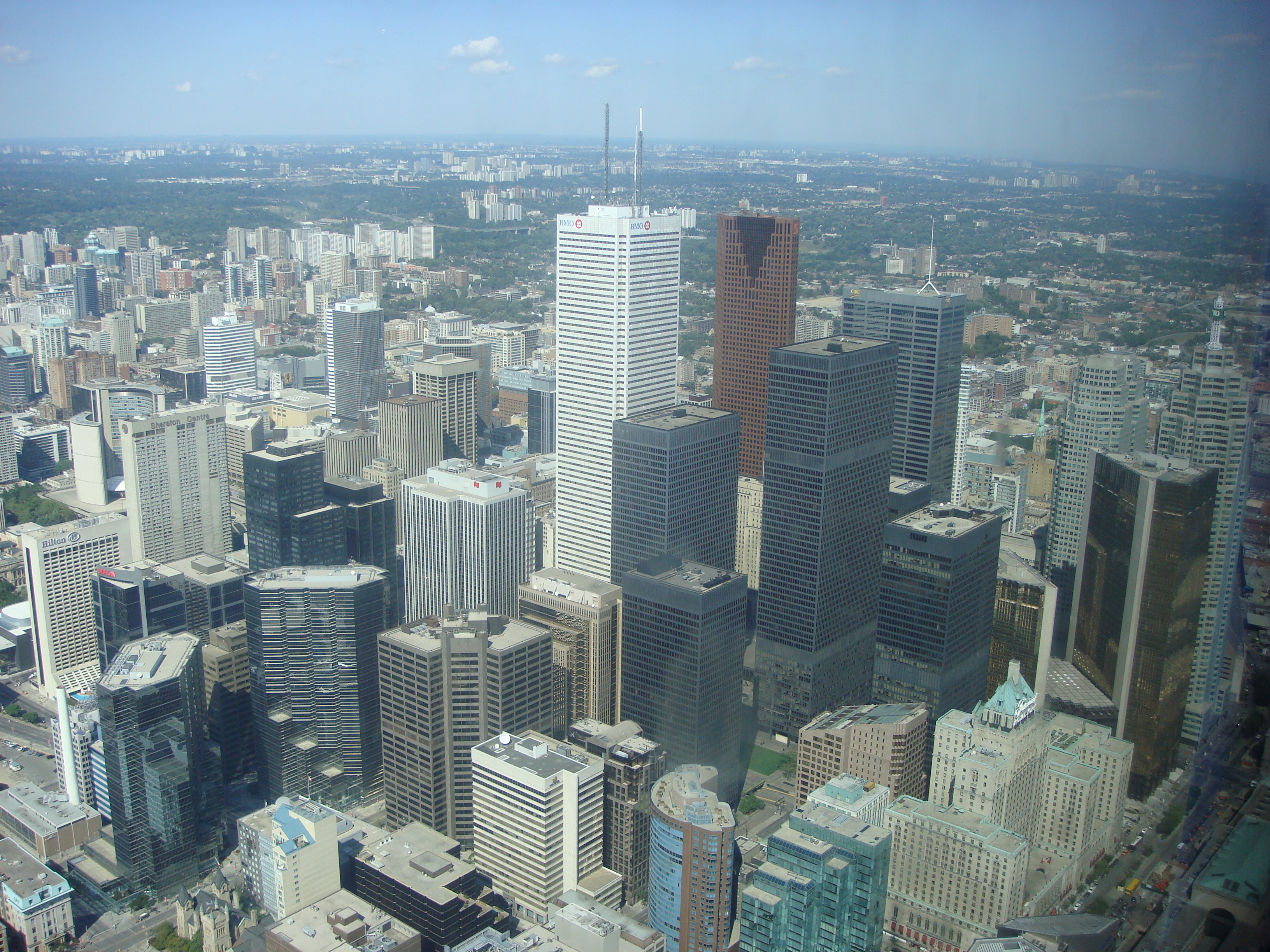
HSBC Toronto

1979 kaufte das Unternehmen Hongkong and Shanghai Banking Corporation eine in Vancouver ansässige Bank, die Finanzierungen für Maschinen und technisches Equipment für kleine und mittlere Unternehmen, die vorwiegend in Vancouver tätig waren angeboten hat.

## Abteilungen
- HSBC Investments (Canada)
- HSBC Capital (Canada)
- HSBC Trust Company (Canada)
- HSBC Securities (Canada)
- HSBC Versicherung (Canada)

## Sponsoring
Das HSBC sponsert:
- Toronto Blue Jays Baseball Club
- Vancouver Canucks Hockey Club
- Calgary Flames Hockey Club
- HSBC Celebration of Light – Jährliche Feuerwerksshow in Vancouver, BC
- MMICC – McGill Management International Case Wettbewerb in Montreal, QC
- Jetbridges vom Toronto Pearson International Airport und Vancouver International Airport

## Mitgliedschaften
HSBC Canada ist Mitglied der Canadian Bankers Association (CBA) und registriertes Mitglied Canada Deposit Insurance Corporation (CDIC). Des Weiteren ist die Bank Mitglied in:
- Interac
- Mastercard
- Cirrus Network
- The Exchange